# Фастово
Фастово (укр. Фастово) — бывшее село, Беленщинский сельский совет, Пятихатский район, Днепропетровская область, Украина.
Население по данным 1982 года составляло 10 человек. Село ликвидировано.
Село находилось на расстоянии в 2 км от сёл Александро-Григоровка и Плоско-Тарановка.